# José Batista Júnior
José Batista Júnior conhecido como José Batista (Anápolis , 02 de dezembro de 1929) é um político brasileiro.

## Biografia
Foi vereador por dois mandatos na Câmara de Anápolis (1958-1966), depois deputado estadual (1967-1971) e prefeito eleito, assume em 31 de janeiro de 1973 ficando até  28 de agosto de 1973, porém teve o seu mandato caçado e seus direitos políticos suspensos por 10 anos pelo Regime Militar. A cidade entrou na lista de consideradas áreas de segurança nacional, sem direito de eleger o chefe do Poder Executivo municipal com a construção da Base Aérea e o prefeito eleito, teve o seu mandato cassado com base no Ato Institucional n.º 5 decretado pelo presidente Emílio Garrastazu Médici e Anápolis voltava a ter os interventores, a partir de 28 de agosto de 1973 o Governador Leonino Caiado, nomeou o engenheiro Irapuan Costa Júnior, então, Presidente da CELG, para prefeito. Proprietário de uma Imobiliária foi responsável pelos loteamentos dos bairros JK e Jundiaí, em Anápolis.<ref>